# Пиццетта
Пиццетта (итал. pizzetta) — небольшая пицца, размер которой может варьироваться от легкой закуски до 8 сантиметров в диаметре до размера маленькой пиццы личного размера.

## Этимология
Уменьшительное (диминутив) от суш. pizza, при помощи суф. -etta, т. е. "маленькая пицца".

## Приготовление
Пиццетта, как правило, готовится так же, как пицца большего размера — с использованием теста, соуса, творога и разнообразных начинок. Иногда её готовят без соуса. Пиццетту можно приготовить, используя лепешку в качестве основы хлеба, но также используют слоёное тесто. Дополнительные травы и зелень можно добавить после приготовления пиццетты.

## Подача
Пиццетту можно подавать как в качестве закуски, так и в качестве лёгкой пищи. Её можно подавать с вином как дополнение к блюду.

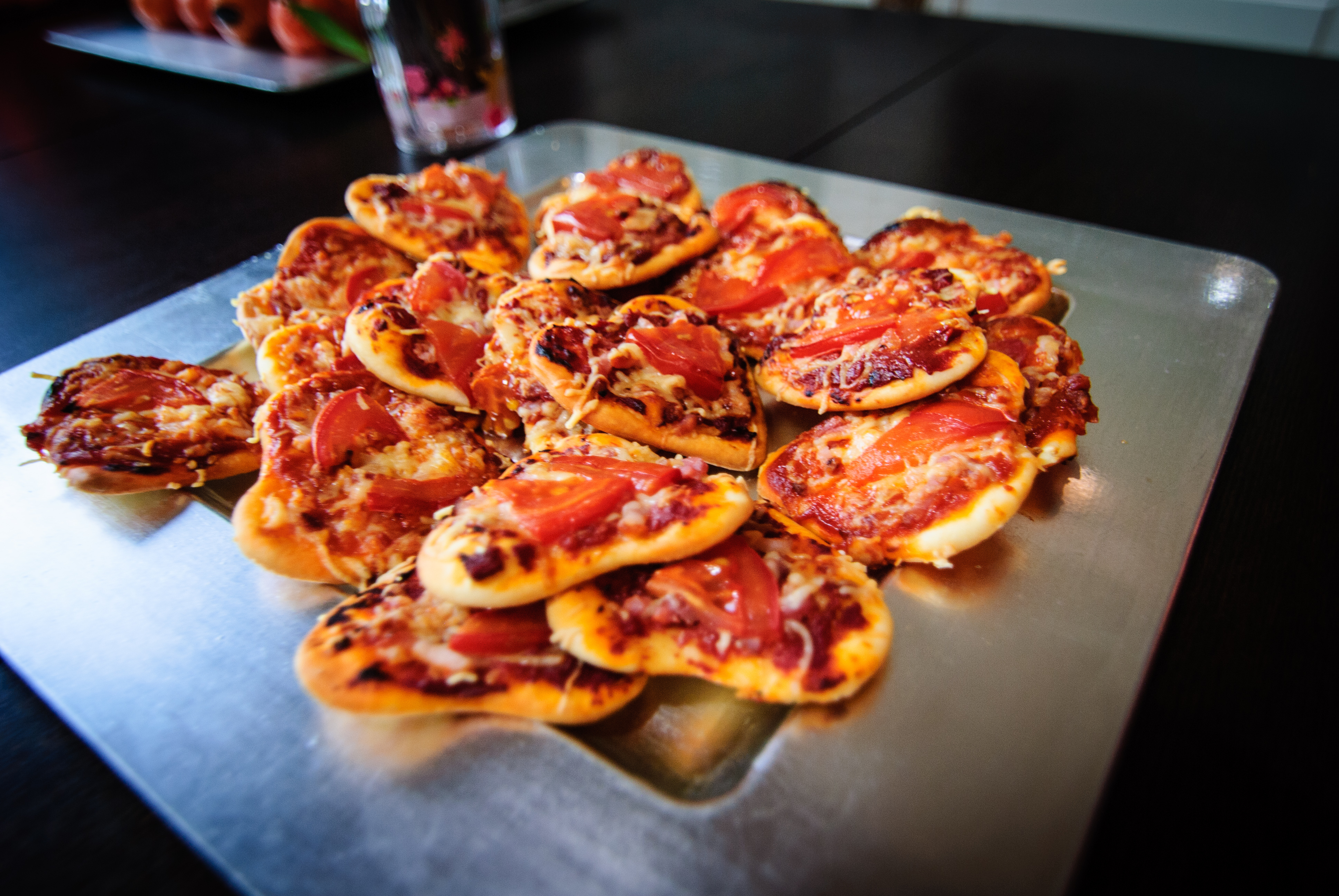
Пиццетта в форме сердца
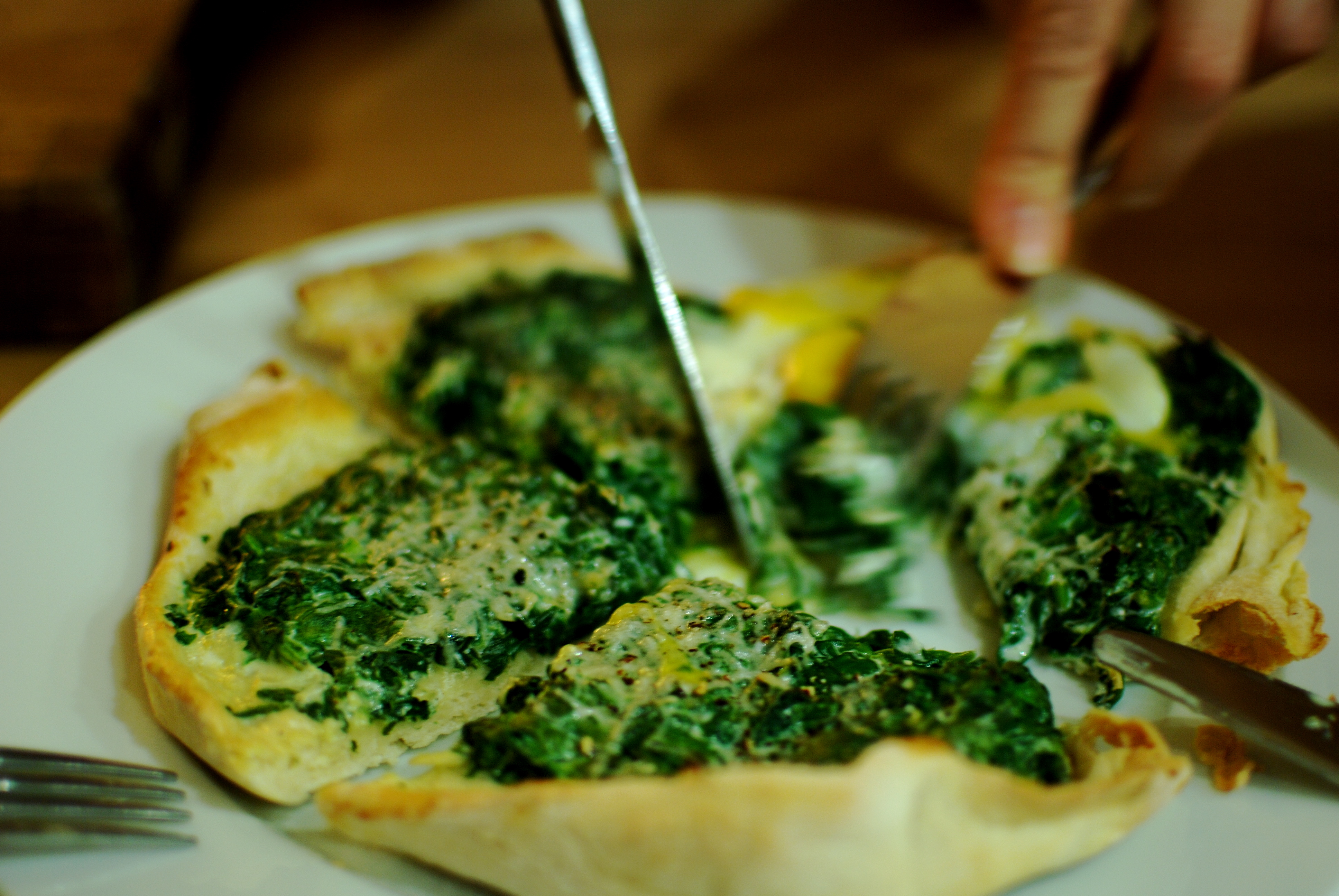
Пиццетта
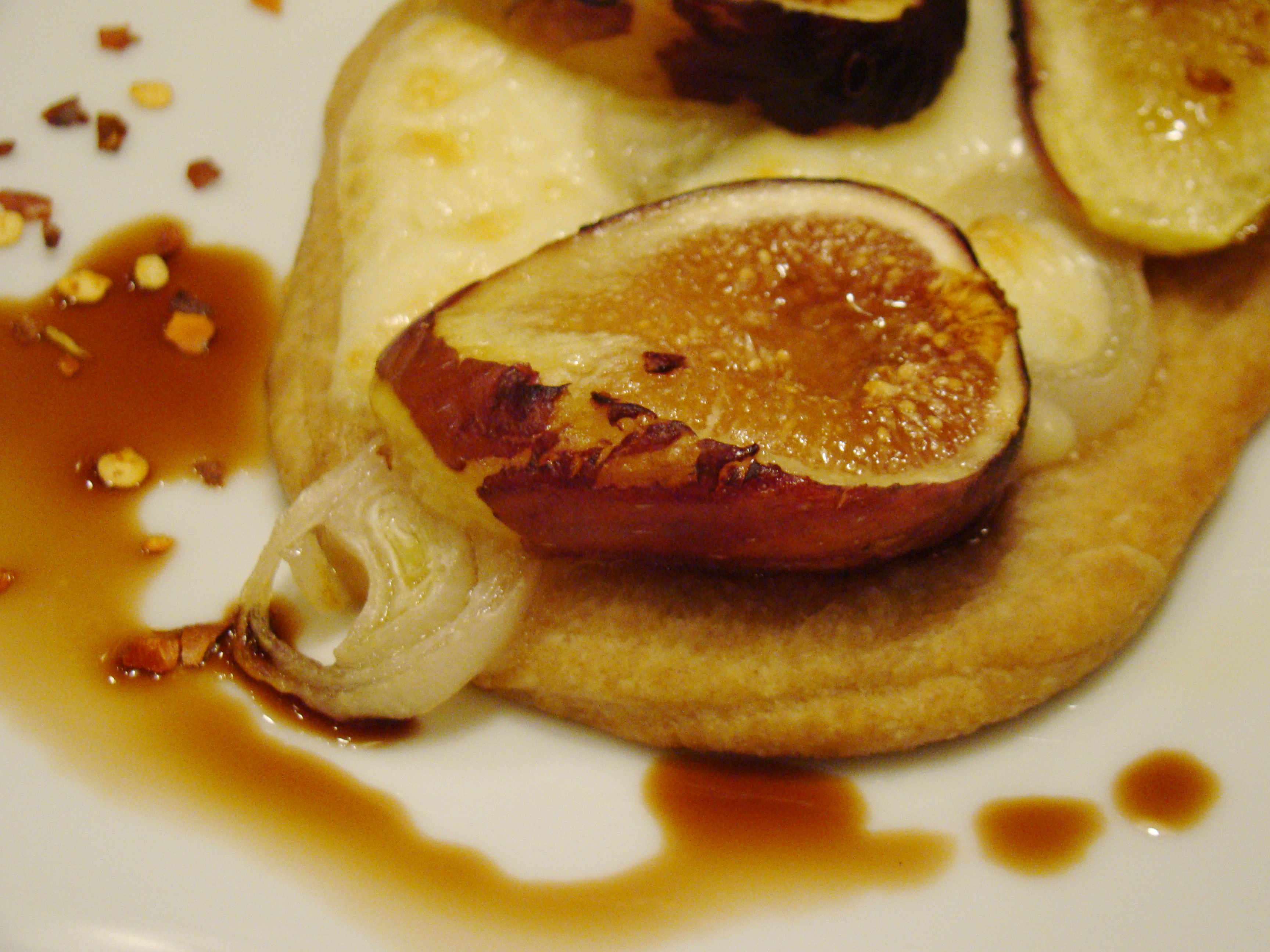
Пиццетта с инжиром и с луком-шалот с бальзамическим уксусом